# 海蕾
海蕾（sea buds，學名：blastoids）是一类已灭绝的棘皮动物，由於萼部形似花蕾，故得名。海蕾生存於奧陶纪至二叠纪，已知約90属左右，超过一半的属发现于石炭纪早期。儘管海蕾的多樣性不如它們同時代的親戚海百合，它們仍是石炭紀常見的指準化石之一。
海蕾纲（Blastoidea）在分类上属于海百合亚门（Crinozoa），也有学者将海蕾纲、拟海蕾纲（Parablastoidea）、海林檎纲（Cystoidea）及始海百合纲（Eocrinoidea）4纲划归为一个亚门，称为海蕾亞門（Blastozoa）。

## 特徵

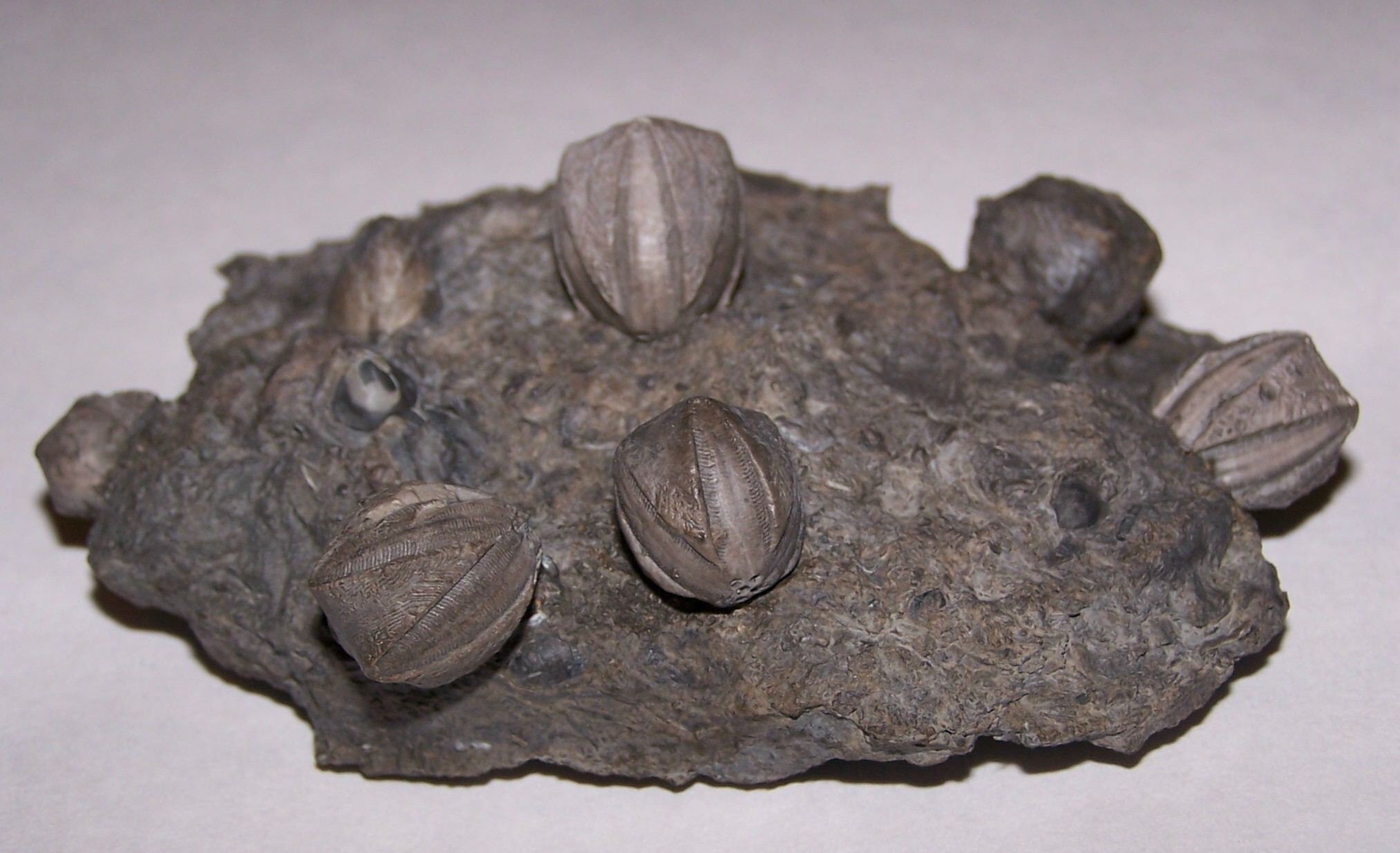
海蕾萼部的化石

海蕾的身體構造包括根、莖（柄）及冠（包含萼和腕羽）。萼（theca）较小，多为梨形或球形，由三圈鈣質骨板組成，分別為底板、輻板和三稜板。底板3块，下連接莖（柄）。海蕾像有柄海百合一樣，利用柄固著在海床上，不過海蕾的柄通常相對較短，有些物種無柄。口位於萼部頂端，五條食物溝（步帶）以口為中心像花瓣一樣輻射出，上有短腕，用來濾取水中的微生物和有機顆粒，並沿著步帶將其運至口中。口附近有五個小呼吸孔用於排水，其中較大的一個兼具肛門的功能。